# 三浦奈保子
三浦 奈保子（みうら なおこ、1987年5月13日 - ）は日本のタレント。所属事務所はインセント。千葉県出身。桜蔭中学校・高等学校卒業。早稲田大学法学部入学後、仮面浪人を経て東京大学文学部ドイツ文学科卒業。気象予報士の資格を持つ。血液型はO型。

## 経歴
1987年5月13日、千葉県に生まれる。一人っ子で、幼少期より童話や伝記などの本を読むことが好きだった。
小学5年生より中学受験を目指して塾に通い始めた。母から「30分だけ勉強しなさい。あとは自由に使いなさい」と言われ、効率を重視し、少ない努力で最大の結果を生み出せるように注力したという。
2003年に桜蔭中学校から桜蔭高等学校へ進学。高校時代は、当時の千葉の自宅から学校まで往復計4時間の通学時間があったが、電車の中で宿題を終わらせ、授業中は各科目、1冊の参考書かノートに授業で習ったことを全て書き込むようにし、効率的に勉強を行っていた。また、高校1年生の冬に現在の所属事務所インセントにスカウトされるが、高校では芸能活動が禁止されていたため、インセントとの連絡は続けていたものの芸能活動はしていなかった。
2006年、早稲田大学法学部に進学するが、志望校だった東大を諦めきれない思いや、当時好きだった人が浪人して東大を目指したこと等から、仮面浪人生活をして東大再受験を目指すことにした。翌年の2007年、東京大学文科三類に合格し、早稲田大学を中退した。2007年11月25日、ミス&ミスター東大コンテスト2007に出場し、準ミス東大に選出された。2008年、2年生に進級し、この年の春に芸能界デビューする。翌年3年生に進級し、カフカの原作の世界観により肉薄したいという思いから、文学部ドイツ文学科に進んだ。大学在学中の2010年3月、気象予報士の試験に合格。2011年3月、東京大学文学部ドイツ文学科を卒業。東日本大震災が発生した影響により、卒業式は行われなかった。
2014年10月に結婚、2015年6月12日に第1子を、2017年2月1日に第2子を出産した。
2020年4月より、自身のYouTubeチャンネルを開設しており、勉強法やクイズ解説、幼児教育についてなど、学習に関する動画を発信している。

## 人物
- 『熱血!平成教育学院』、『クイズプレゼンバラエティー Qさま!!』をはじめ、数々のクイズ番組で優勝、好成績を残す[6]。
- 趣味は、読書、お菓子作り、ショッピング、語学学習（ドイツ語、ロシア語、スペイン語）、旅行、執筆。特技は速読で、好きな作家は、カフカ、バリー・ユアグロー、村上春樹、坂口安吾、谷崎潤一郎である。美術館巡りが好きで、ダリやフェルメールの作品を好む。
- 高校時代は料理部だった。
- コンタクトレンズを使用している。視力が悪いため、TVを見たりすることはほとんどなく、読書をすることが多かった。
- ファイナンシャル・プランナー2級の資格を取得している。

### 交友関係
- ヴァイオリニストの松尾依里佳と女優の村井美樹とは3人での親交が深い[7]。
- 女優の釈由美子とは、子どもの保育園が一緒であり、家族ぐるみで海外旅行へ行く仲である[8][9][10]。

## 出演

### テレビ
- 熱血!平成教育学院（フジテレビ、2008年 - 2011年3月）
- 平成教育学院☆放課後（BSフジ、2008年 - 2010年9月）
- 環境先進国ドイツを旅する（テレビ北海道、2010年3月22日）
- ヒルナンデス!（日本テレビ、2011年3月30日 - 2012年3月28日）※隔週水曜日 レギュラー
- クイズプレゼンバラエティー Qさま!!（テレビ朝日、2011年5月 - ）-準レギュラー。「インテリ美女大会」では「ヤングインテリ美女軍団」で参加することが多い
- 古代ロマン歴史の源流・出雲〜古事記に秘められた謎を探る〜（2011年10月9日、山陰放送 他/2011年10月16日、BS-TBS）
- BSフジ☆プライムナビ（BSフジ）
- 頭脳の祭典!クイズ最強王者決定戦!!〜ワールド・クイズ・クラシック〜（TBS、2011年11月23日）
- 関東地方あしたのお天気（TBS、2012年10月5日 - ）※毎週金曜日
- たかじんのそこまで言って委員会（読売テレビ、2013年3月31日）
- 仕事ハッケン伝（NHK総合、2013年7月18日）-気象予報サービスの会社で気象予報士業務に挑戦した。
- ザ・タイムショック（テレビ朝日、2017年3月30日、9月27日、2018年4月6日、9月26日、2019年4月3日、9月25日）-2017年3月30日放送分では優勝。
- 有田哲平の夢なら醒めないで（TBS、2018年11月27日）
- 1番だけが知っている（TBS、2019年12月2日）
- 超逆境クイズバトル!! 99人の壁（フジテレビ、2020年1月25日、6月6日）
- 潜在能力テスト（フジテレビ、2020年5月5日、5月26日、6月16日）
- 全力!脱力タイムズ（フジテレビ、2020年8月21日）
- パネルクイズ アタック25 Next（BS10、2025年1月12日）- 開局特番に宇治原史規とペアで出場しトップ賞。最終問題も正解。

### ラジオ・ウェブ
- エバンジェリスト夏野剛 土曜会議室（文化放送/ニコニコ動画、2010年11月13日 - 2011年3月19日）
- レコメン!（文化放送、2012年4月 - ）※毎週火曜日 携帯DJ、コーナー出演

### ウェブ
- モッテコ書店 三浦奈保子インタビュー（2009年10月26日）
- 日経BPnet（2011年 - ）
- @DIME
  - 三浦奈保子のデータななめ読み（2012年6月 - ）
  - 三浦奈保子の新商品ラボ（2012年6月 - ）

### 広告
- マネックスFX イメージキャラクター（2012年7月 - ）